# Fleming Lynge
Fleming Herman Lynge (20. september 1896 på Frederiksberg — 3. november 1970) var en dansk forfatter og filmmanuskriptforfatter. Nok mest kendt for at have skrevet manuskriptet til Mød mig på Cassiopeia og librettoen til den operette fra 1932, der blev til filmen Landmandsliv.